# 大洋水库
大洋水库是中国浙江省丽水市缙云县境内的一座水库，位于好溪支流盘溪上，建于1973年。水库正常库容为1165万立方米，集雨面积为20平方千米，海拔为845米。